# ابیشگاپاکام
ابیشگاپاکام (به لاتین: Abishegapakkam) در هند است که در پودوچری واقع شده‌است.

## نگارخانه

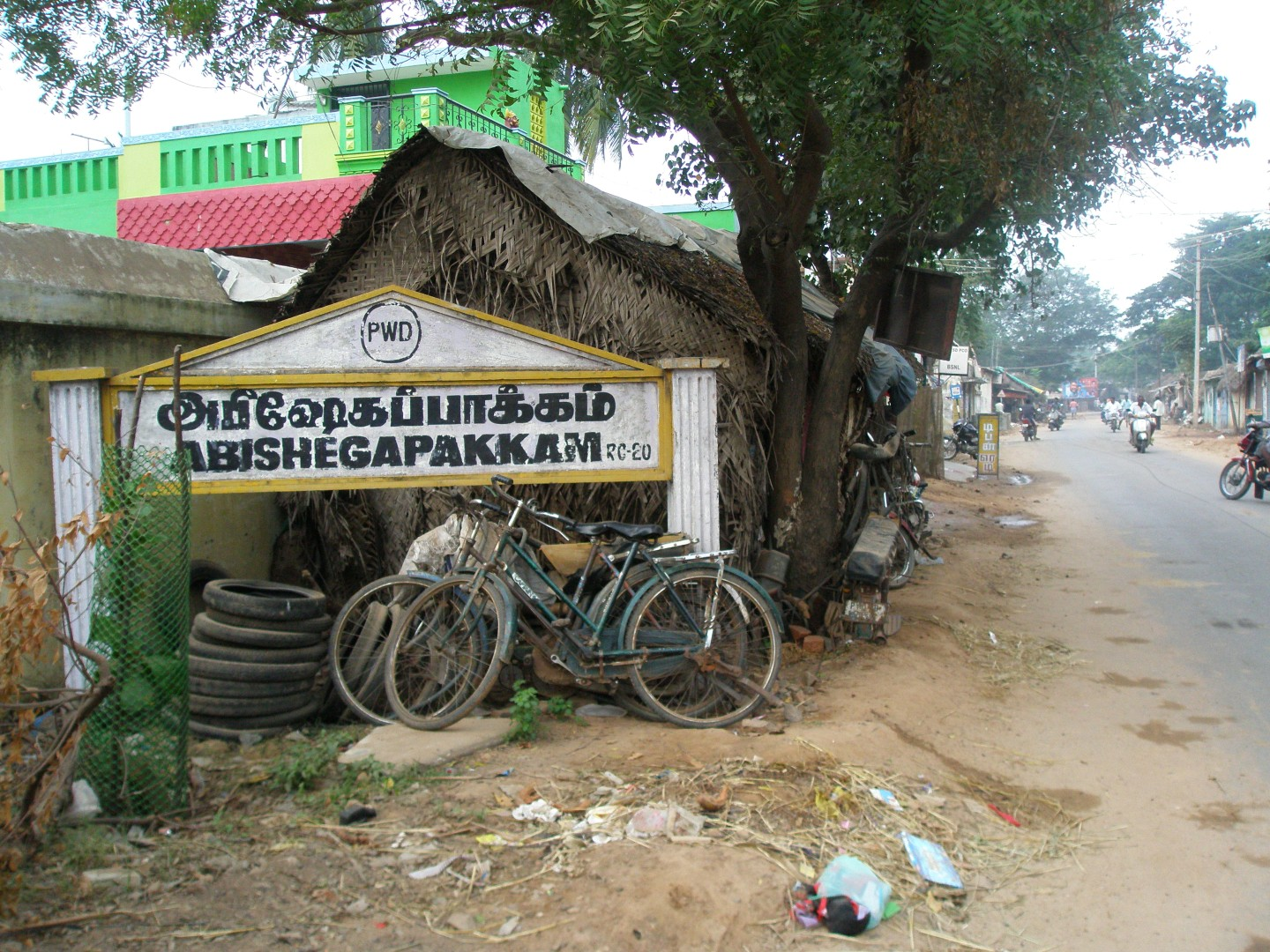
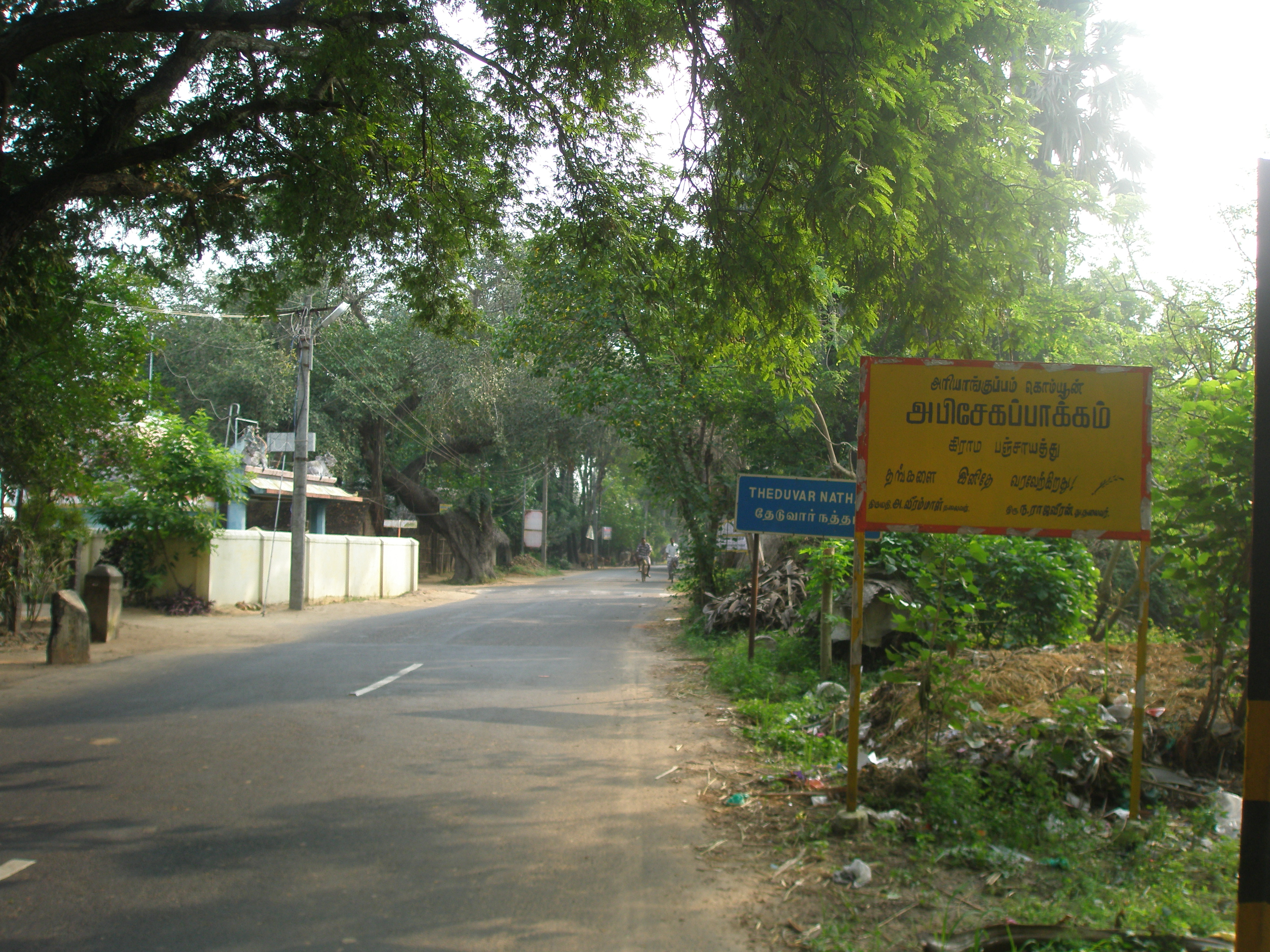